# Ясь и Янина
«Ясь и Яни́на» (бел. Ясь i Яніна) — белорусский советский музыкальный художественный фильм 1974 года производства киностудии «Беларусьфильм».
Натурные съёмки проходили в деревне Вертелишки Гродненской области.

## Сюжет
Студенты-стройотрядовцы работают на строительстве фермы, а ещё выступают как самодеятельный ВИА — после работы на речном берегу, на речном судне, в обеденный перерыв на стройке, на концерте в клубе, поют, выполняя роли сватов.
В посёлок приезжает красавица Янина (Светлана Акимова), она будет руководить секцией конной выездки.
Янина полюбилась Ясю (Владимир Тихонов), пилоту местного авиаотряда. Они действительно созданы друг для друга, оба высокие, стройные, улыбчивые, даже оттенок их роскошных волос — золотистый — совпадает.
У местных жителей есть свои любители музыки. Участковый милиционер Данила (Юрий Волынцев) руководит народным хором и деятельно ищет в него новых певцов. Уговаривает работницу местного молокозавода Клару, приглашает и недавно приехавшую в посёлок красавицу Янину. Янина соглашается, на первой репетиции проникновенно поёт свою песню «Ты моя надежда, ты моя отрада».
У зоотехника Адама (Владимир Мулявин) большая семья — четверо детей (все мальчишки), но душа его просит песни. В клубе он знакомится со стройотрядовским ВИА, только что потерпевшим фиаско со своей музыкой. Он учит их исполнять народную песню «Косил Ясь конюшину» в новой аранжировке. Местные жители собираются послушать их. Студенты и Адам создают ансамбль «Песняры».
Видя, какими глазами смотрит Данила на Янину, когда та поёт (к тому же Янину, а не её подвозит Данила на мотоцикле), Клара идет к Янине и, не называя имени, просит её отступиться от Данилы. Янина думает, что кавалер Клары — её возлюбленный Ясь, но, слыша горячие слова Клары («мы созданы друг для друга»), соглашается уступить. Недавно приехавшая, она чувствует себя неловко разрушившей чужие чувства.
Ничего не подозревающий Ясь в сопровождении «Песняров» приезжает свататься к Янине, и она отказывает ему. В купальскую ночь Ясь пытается объясниться с Яниной, но та, связанная обещанием Кларе, отказывается его слушать. Зато удаётся объясниться Даниле и Кларе. Увидев это, Янина понимает, что ошиблась…
Ясь уезжает вместе со стройотрядовцами, которым пора на учёбу в институт. Все, поняв, что наломали дров, кидаются за ними в погоню — Янина с дедом-капитаном на баркасе по реке, многочисленные сочувствующие на моторных и вёсельных лодках с ними вместе, Данила и Клара на автомобиле… Ясь и Янина вновь соединяются. Все смотрят на них восхищёнными глазами, и даже водолаз из реки приветственно машет рукой, удачно к месту звучит куплет белорусской народной песни «Дык бяры ж ты Яніну, Працавітую дзяўчыну».
Фильм очень музыкальный, в нём кроме «Песняров» и Янины поют и Ясь, и ансамбль при доме культуры, и даже не обученный этому Данила; в фильме много танцев — танцуют, играя на дудочках, дети Адама, танцуют жители поселка в клубе, танцуют Ясь и Янина, танцуют в рабочий перерыв на строительстве фермы, танцуют парни и девушки в купальскую ночь.
В фильме представлена советская действительность — стройотрядовское движение, шефская помощь городских специалистов сельскохозяйственным работникам в наладке оборудования, рабочая культурная самодеятельность, доступность занятий для жителей физкультурой и спортом, руководяще-организующая роль на селе участкового милиционера.
В фильме присутствует лёгкий юмор — телевизор желает здоровья чихнувшему Даниле, от пения Данилы на глазах засыхает домашнее растение, упавший в воду с пристани студент выпрыгивает обратно совершенно сухим, самый крепкий из стройотрядовцев Саша (Александр Демешко) легко поднимает поддон с полутора сотнями кирпичей, а потом оказывается, что поддон тянет ещё и подъемный кран, стройотрядовцы чинят посудомоечную машину на молокозаводе, устраивают её пробный пуск, но в ней что-то взрывается и на конвейер вместо череды молочных бутылок выезжает одна сверкающая чистотой бутылка из-под спиртного Саши (но он пил из неё перед этим молочный продукт), он же, перепрыгивая реку с шестом с высоких мостков, берёт вторую попытку, но всё равно падает на середину реки, которая оказывается ему по колено, капитан речного баркаса изображает из себя «морского волка» («да я кроме гавайского рома…», «от меня ещё никто не уходил») и т. д.
В фильме есть элементы триллера — захватывающая (с поправкой на время — начало 70-х годов) погоня за Ясем на автомобиле начинающего шофёра, Данилы и Клары — в ней есть и разбрызгивающая лужи езда на сумасшедшей скорости по просёлочным грунтовым дорогам, каскадёрские трюки Данилы, когда он с крыши автомобиля протирает тряпкой заляпанное грязью лобовое стекло и когда он, сменив за рулём неумелого шофёра, вылетает лоб в лоб гордости белорусского автопрома — грузовику «БелАЗ» и, соблюдая спокойствие, проскакивает между колёс грузовика и у него под днищем (а может быть, и мимо).

## В ролях
- ВИА «Песняры»

Владимир Мулявин — Адам, зоотехник
Леонид Борткевич, стройотрядовец
Анатолий Кашепаров, стройотрядовец
Александр Демешко, стройотрядовец
Владислав Мисевич, стройотрядовец
Владимир Николаев, стройотрядовец
Леонид Тышко, стройотрядовец
Чеслав Поплавский, стройотрядовец
- Светлана Акимова — Янина, внучка капитана
- Владимир Тихонов — Ясь, лётчик сельхозавиации
- Юрий Волынцев — Данила Степанович, участковый, младший лейтенант милиции, руководитель местного народного хора
- Мария Захаревич — Клара Ивановна, работник молокозавода
- Любовь Румянцева — Анна, жена Адама
- Павел Кормунин — капитан на речном судне

### В эпизодах
- Борис Моисеев — солист танцевального коллектива (эпизод на стройке)[2][3]
- Валерий Пономарёв — начинающий шофёр-любитель
- Нина Ургант — участница праздника в клубе (нет в титрах)

## Съёмочная группа
- Режиссёр — Юрий Цветков
- Авторы сценария — Алесь Осипенко, Самсон Поляков
- Оператор — Татьяна Логинова
- Композиторы — Владимир Мулявин, Эдуард Ханок
- Исполнение песен — ВИА «Песняры»

## Интересные факты
- На роль Яся первоначально планировался Леонид Борткевич, но он «не был готов по-актёрски»[4].
- Фильм стал кинодебютом Владимира Мулявина как драматического актёра[5]
- Песню «Заболела голова» (белорусская народная песня) за героя Тихонова поёт Александр Демешко[6][7].